# Hortensius (Cicéron)
Hortensius (Hortensius seu De philosophia liber) est un dialogue philosophique de Cicéron, composé en 45 av. J.-C. mais qui a disparu au Moyen Âge. L’ouvrage est dédié à l’orateur Hortensius, grand ami de Cicéron, quoiqu’ils se soient opposés comme avocats dans des procès et ne partagent pas les mêmes idées philosophiques.
Cicéron place cet ouvrage en tête de sa liste d’œuvres philosophiques détaillée dans le De divinatione et déclare l’avoir publié pour recommander aux Romains l’étude de la philosophie. 

## Contenu
Cicéron s'inspire d'un ouvrage rédigé par Aristote trois siècles plus tôt, le Protreptique ou Invitation à la philosophie.
L'ouvrage est perdu, il n'en subsiste que des citations éparses sur divers auteurs, dont des phrases isolées chez le grammairien Nonius, et des passages un peu plus longs chez Lactance et Augustin d'Hippone. En tout, elles représentent une centaine de fragments, 94 selon Ruch, 115 selon Grilli, qu'il est impossible de classer avec certitude en l'absence d'un plan, même général. 
Les protagonistes du dialogue sont Lutatius Catulus, Hortensius et Cicéron lui-même, qui rendent visite à Lucullus dans sa villa de Tusculum. Ce dialogue regroupe donc quatre importants personnages politiques qui furent consuls entre 78 et 63 av. J.-C., brillants orateurs ou général dans le cas Lucullus. Le dialogue fictif est censé avoir eu lieu en 62 av. J.-C., selon l'hypothèse la plus probable. D'après les fragments recueillis et les hypothèses de philologues, la conversation commence par une prise de parole de chaque protagoniste qui fait l'éloge d'une discipline, l'histoire, la poésie ou l'éloquence. Puis Catulus met la philosophie au-dessus de ces arts. Hortensius s'oppose à cet avis, il fait remarquer que la sagesse pratique existait avant que la philosophie n'arrive à Rome, il souligne l'obscurité des propos des philosophes et l'inconvénient du doute systématique pour parvenir aux décisions. Il conclut que les spéculations des philosophes n'ont rien de commun avec la vie réelle. Pour lui, la philosophie « sert plutôt à rendre nos loisirs agréables, qu'à nous faire remplir utilement nos devoirs pratiques ». Cicéron répond que la philosophie doit être le couronnement d'une culture aussi vaste que possible, nécessaire à la gestion des affaires publiques. L'ouvrage se termine vraisemblablement par un long éloge de la philosophie prononcé par Cicéron. Notre volonté, si elle n'est pas éclairée par la philosophie, s'égare dans la recherche de son bonheur. De là viennent les maux qui frappent la cité, c'est-à-dire la société romaine : quête de la richesse à tout prix, ambition démesurée, poursuite de la gloire même par des moyens condamnables - la critique de Pompée et de Jules César est ici implicite. La vraie gloire est dans le sentiment d'avoir agi selon la vertu, et non dans les réalisations extérieures, dont le prestige est de courte durée, idée que Cicéron avait abordée auparavant dans les Paradoxes des stoïciens. La pratique de la philosophie est donc, selon Cicéron, la seule solution à la crise de la cité, et cette recherche de Vérité est source de bonheur, elle rapproche notre âme du divin et prépare notre survie, pour autant qu'on puisse juger de notre destinée après la mort.

## Postérité
L’Hortensius a été lu par les auteurs chrétiens du IVe siècle, par Lactance et surtout par Augustin d'Hippone qui le découvrit avec enthousiasme lorsqu’il était élève. Augustin en retira un intérêt passionné pour la philosophie latine, et pour les œuvres de Cicéron en particulier.
Parmi ses citations de l'Hortensius, Augustin retient le réquisitoire de Cicéron contre la volupté, obstacle à toute philosophie, et l'affirmation que la vraie félicité est dans la recherche de la vérité, même si cette recherche n'aboutit pas.
Michel Ruch attribue aux autorités ecclésiastiques la disparition totale de l'Hortensius au plus tard au VIe siècle— aucune copie ne nous est parvenue — en raison même de son succès, le pape ayant considéré comme « particulièrement dangereux un ouvrage païen consacré par saint Augustin ».